# Hebereke's Popoitto
 (juillet 2020).
Si vous disposez d'ouvrages ou d'articles de référence ou si vous connaissez des sites web de qualité traitant du thème abordé ici, merci de compléter l'article en donnant les références utiles à sa vérifiabilité et en les liant à la section « Notes et références ».
Hebereke's Popoitto (Popoitto Hebereke au Japon) est un jeu de puzzle sorti en 1995 sur la SNES, PlayStation, et Sega Saturn.